# Kristi himmelsfärds kyrka, Boleč
Kristi himmelsfärds kyrka (serbisk kyrilliska: Црква Вазнесења Господњег; latinska: Crkva Vaznesenja Gospodnjeg) är en serbisk-ortodox kyrkobyggnad belägen i tätorten Boleč i Serbiens huvustad, Belgrad.
Kyrkan är helgad åt Kristi himmelfärd och tillhör Belgrads och Karlovcis ärkebiskopsdöme.

## Historik
Marken och grunden för Kristi himmelsfärds kyrka invigdes år 2004 av Serbisk-ortodoxa kyrkans dåvarande patriark, Pavle.

## Bilder

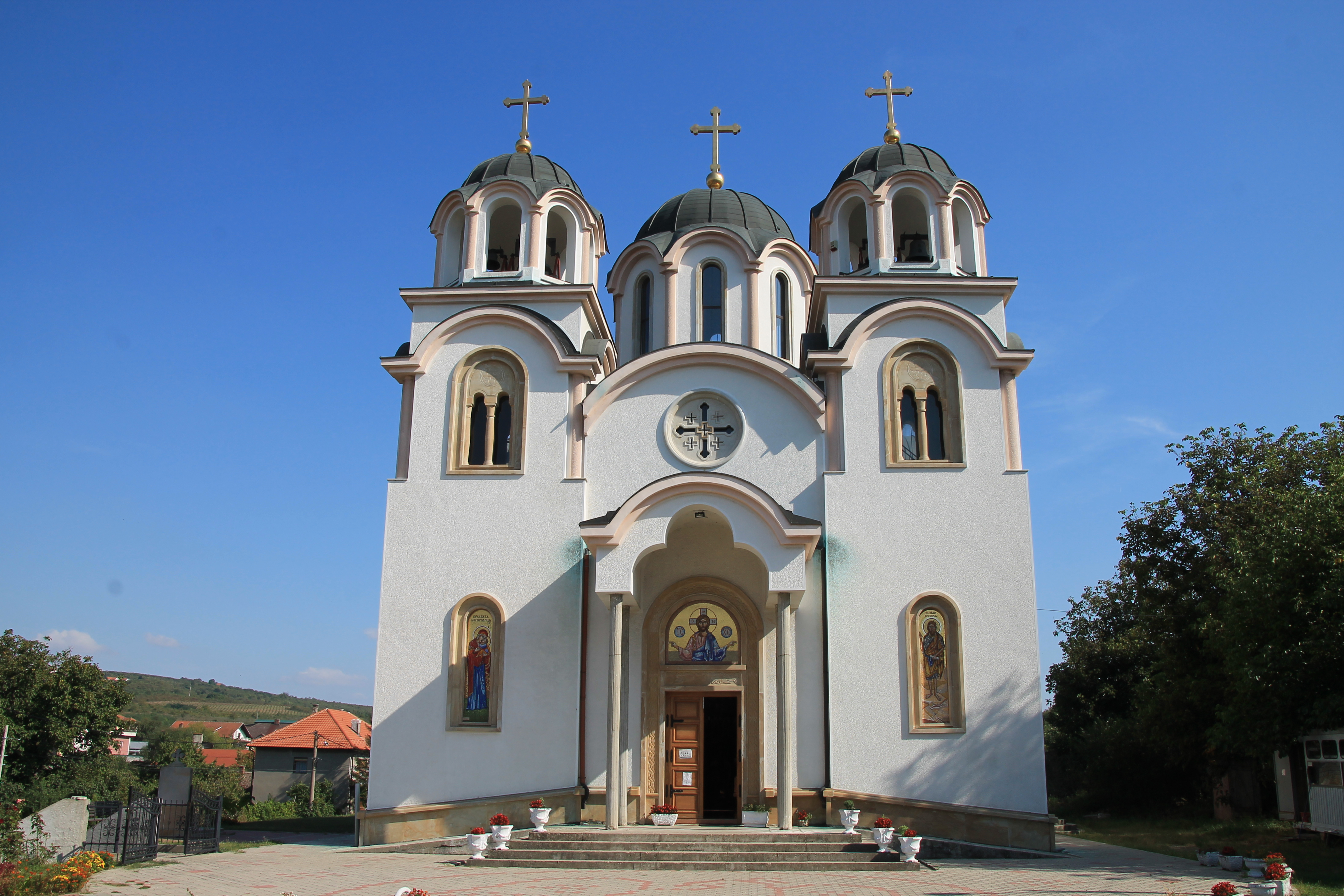
Framsidan.
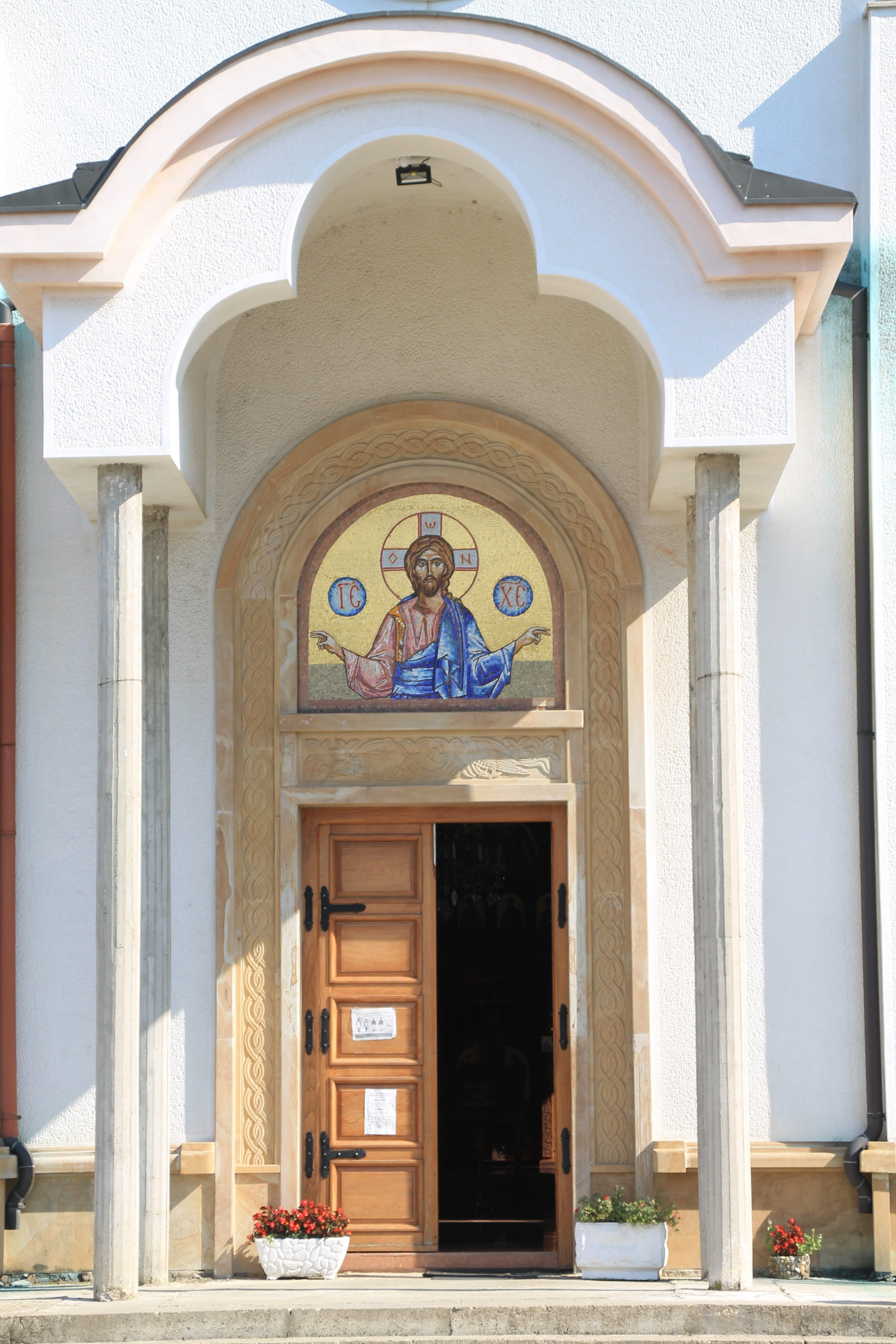
Ingången.
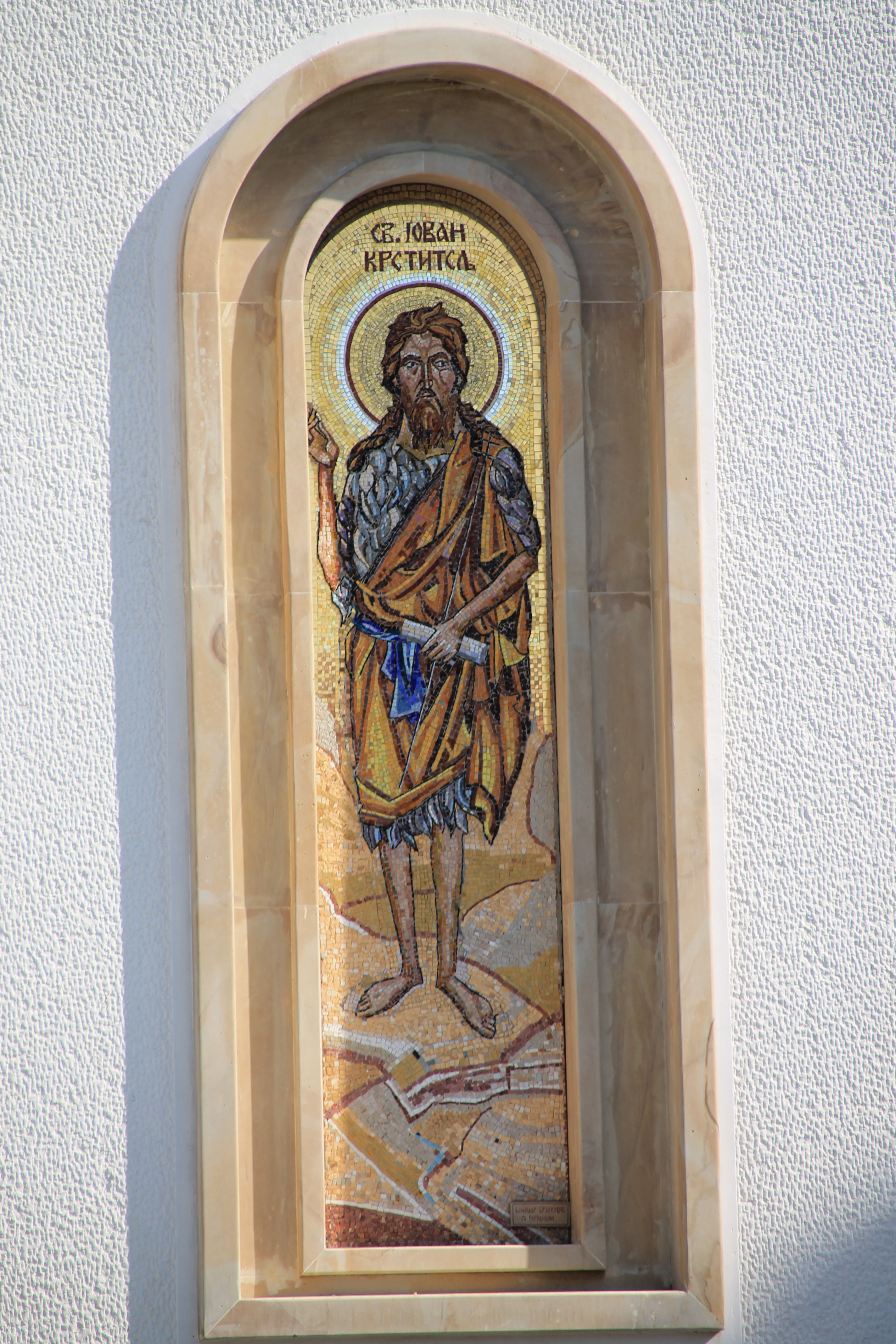
Mosaik på fasaden föreställande Johannes Döparen.